# Cutie Queen Vol. 1
Albums de Cute
2 Mini ~Ikiru to Iu Chikara~
(18 avril 2007)
Singles
1. Massara Blue Jeans
Sortie : 6 mai 2006
2. Soku Dakishimete
Sortie : 3 juin 2006
3. Ōkina Ai de Motenashite
Sortie : 9 juillet 2006
4. Wakkyanai (Z)
Sortie : 29 juillet 2006

Cutie Queen Vol.1 (キューティークイーン VOL.1, Kyūtii Kuiin Vol.1) est le premier album du groupe de J-pop Cute, sorti en 2006.

## Présentation
L'album, écrit et produit par Tsunku, sort le 25 octobre 2006 au Japon sur le label zetima. Il atteint la 15e place du classement Oricon, et reste classé pendant 3 semaines, se vendant à 15 752 exemplaires durant cette période.
Il sort aussi en édition limitée au format CD+DVD avec une pochette différente et un DVD en supplément.
L'album contient les quatre titres sortis précédemment sur les quatre premiers singles indépendants du groupe. Les deux derniers titres de l'album sont des reprises de chansons du groupe Taiyō to Ciscomoon tirées de ses albums Taiyo & Ciscomoon 1 de 1999 (Endless Love ~I Love You More~) et 2nd Stage de 2000 (Yes! Shiawase).
C'est le seul album avec la formation à huit membres, où est créditée Megumi Murakami qui quitte soudainement le groupe quelques jours après la sortie du disque.

## Membres
- Maimi Yajima
- Erika Umeda
- Saki Nakajima
- Airi Suzuki
- Chisato Okai
- Mai Hagiwara
- Megumi Murakami
- Kanna Arihara

## Titres
CD
1. Massara Blue Jeans (まっさらブルージーンズ?)
2. Wakkyanai (Z) (わっきゃない(Z)?)
3. Soku Dakishimete (即 抱きしめて?)
4. Ōkina Ai de Motenashite (大きな愛でもてなして?)
5. Time Capsule (タイムカプセル?)
6. Everyday Yeah! Kataomoi (Everyday Yeah! 片想い?)
7. As One
8. Yes! Shiawase (°C-ute Version) (Yes! しあわせ?)
9. Endless Love ~I Love You More~ (°C-ute Version)

DVD de l'édition limitée
1. Everyday Yeah! Kataomoi (Everyday Yeah! 片想い?) (du "Cutie Circuit 2006 Final in YOMIURI LAND EAST LIVE ~September 10 is °C-ute's Day~")
2. Spot (SPOT)
3. Wakkyanai (Z) (Special Edition) (わっきゃない(Z) (SPECIAL EDITION)?)